# Borgen (Sigtuna)
Borgen is een plaats in de gemeente Sigtuna in het landschap Uppland en de provincie Stockholms län in Zweden. De plaats heeft 55 inwoners (2005) en een oppervlakte van 12 hectare. De plaats wordt omringd door zowel landbouwgrond als naaldbos.